# Stefka Sawowa
Stefka Sawowa, bułg. Стефка Савова (ur. 28 listopada 1958 w Pazardżiku) – bułgarska szachistka, mistrzyni międzynarodowa od 1983 roku.

## Kariera szachowa
W 1977 zdobyła w Nowym Sadzie brązowy medal Pucharu Europy juniorek do 20 lat. W latach 80. XX wieku należała do ścisłej czołówki bułgarskich szachistek. W 1982  zdobyła brązowy, w 1986 – złoty, a w 1988 – srebrny medal indywidualnych mistrzostw Bułgarii. Trzykrotnie (1984, 1986, 1988) reprezentowała narodowe barwy na szachowych olimpiadach, w 1984 zdobywając w Salonikach srebrny medal. W 1986 zwyciężyła w rozegranym w Atenach turnieju Acropolis. W 1987 i 1989 dwukrotnie startowała w turniejach strefowych (eliminacjach mistrzostw świata). W 2002 zajęła III m. (za Aliną Motoc i Ekaterini Fakhiridou) w rozegranych w Stambule mistrzostwach państw bałkańskich. W 2005 zdobyła tytuł wicemistrzyni Bułgarii.
Najwyższy ranking w karierze osiągnęła 1 stycznia 1987, z wynikiem 2245 punktów dzieliła wówczas 67-71. miejsce na światowej liście FIDE, jednocześnie zajmując 2. miejsce (za Margaritą Wojską) wśród bułgarskich szachistek.